# اختنربروخ
اکتنربرگ (به هلندی: Echtenerbrug) یک منطقهٔ مسکونی در هلند است که در لمسترلند واقع شده‌است. اکتنربرگ ۱٬۰۳۵ نفر جمعیت دارد.